# Association psychanalytique argentine
L'Association psychanalytique argentine, en espagnol : Asociación Psicoanalítica Argentina, (APA), est une organisation scientifique et professionnelle de psychanalystes argentins, fondée le 15 décembre 1942 à Buenos Aires. Elle est la plus ancienne association psychanalytique latino-américaine. Elle est présidée depuis 2020 par Rosa Mirta Goldstein.

## Histoire

### Les débuts de la psychanalyse en Argentine
Les premières mentions des théories freudiennes sont présentées dans les années 1910, par un médecin chilien, Germán Greve, tandis qu'Honorio Delgado, péruvien, publie des articles scientifiques en espagnol. Des éléments des œuvres complètes de Sigmund Freud sont traduits et diffusés en Argentine dès les années 1920. Enrique Mouchet quant à lui, introduit une réflexion critique sur la psychanalyse dans le cours qu'il donne à la faculté des lettres de l'université de Buenos Aires dès 1922, Gonzalo Lafora donne un enseignement sur la psychanalyse à la faculté de médecine à partir de 1923. Deux psychiatres, Gregorio Bermann et Nerio Rojas, font le voyage de Vienne, pour rencontrer Freud en 1930, la biographie de Freud écrite par Stéfan Sweig est largement diffusée, ainsi qu'une édition en dix tomes qui vulgarise les théories freudiennes pour le grand public. Un certain engouement pour les thèses freudiennes se manifeste, des revues publient des articles consacrées à la psychanalyse : la revue Sur, en 1936, le journal Critica, la revue Psichoterapia, notamment.
La psychanalyse argentine bénéficie d'un double effet : la découverte de la psychanalyse par des Argentins qui s'y consacrent progressivement, notamment Enrique Pichon Rivière, Arnaldo Rascovsky, Arminda Aberastury, ou encore Celes Ernesto Cárcamo, membre de la Société psychanalytique de Paris et l'installation de psychanalystes européens dans la deuxième partie des années 1930, Ángel Garma, qui est membre de la Société allemande de psychanalyse, ou encore le Hongrois Béla Székely, permettent la création d'une société de psychanalyse.

### La création de l'association
L'association est fondée en 1942 par Celes Ernesto Cárcamo qui en devient le secrétaire, Ángel Garma qui en est le premier président, Guillermo Ferrari Hardoy, Marie Langer qui a reçu une formation à l'institut psychanalytique de Vienne, Enrique Pichon Rivière et Arnaldo Rascovsky. Les fondateurs sont membres adhérents, ils doivent présenter une communication pour devenir membres titulaires. L'Association psychanalytique internationale et son président Ernest Jones reconnaissent la jeune société en 1949, lors du XVIe congrès international de Zurich. La Revista de psicoanálisis commence à paraître en juillet 1943, une bibliothèque est constituée. En 1953, l'association a déjà 68 membres, des candidats à la formation d'autres pays d'Amérique Latine viennent se former à Buenos Aires. Enrique Pichon Rivière investigue les questions liées à la psychose, Arminda Aberastury, Elisabeth Goode de Garma ou encore Rebeca Grinberg se spécialisent dans la psychanalyse de l'enfant et de l'adolescent, León Grinberg et Emilio Rodrigué travaillent sur la psychanalyse de groupe, Heinrich Racker étudie le contre-transfert d'une façon contemporaine de celle de Paula Heimann, Luisa Agusta Rebeca Gambier de Alvarez de Toledo, médecin, psychanalyste et présidente de l'APA (1955-1957),, travaille avec Enrique Pichon-Rivière et Arminda Aberastury.

### Les années de rayonnement et les scissions
Durant les décennies d'après-guerre, la société connaît un essor, grâce aux personnalités créatives de la deuxième génération des analystes : Willy Baranger et Madeleine Baranger, José Bleger, Horacio Etchegoyen, David Liberman, Jorge Mario Mom, Salomon Resnik, notamment. L'instabilité politique et plusieurs coups d'État en 1955-1958, puis en 1966 provoquent des émigrations temporaires de plusieurs psychanalystes.
Les théorisations de Melanie Klein et des psychanalystes de l'école anglaise de psychanalyse, notamment Hanna Segal, Paula Heimann, Susan Isaacs, puis ultérieurement Donald Meltzer, sont largement représentées au sein de la société, notamment chez Willy et Madeleine Baranger, qui développent la notion de champ en psychanalyse, León Grinberg, José Bleger qui s'intéresse au cadre psychanalytique, ou Horacio Etchegoyen. Teresa Ana Yuan, psychanalyste argentine membre de l'APA et enseignante à l'université, contribue quant à elle au développement de la psychanalyse en Chine,.
Les divergences provoquent pourtant une scission de l'association, qui aboutit à la fondation de l'Asociación psicoanalítica de Buenos Aires (APdeBA), reconnue par l'API en 1977. Plusieurs personnalités psychanalytiques, notamment Horacio Etchegoyen, qui est président de l'API en 1993-1997, ou Janine Puget, psychanalyste groupaliste, quittent alors l'APA et rejoignent l'association de Buenos Aires. D'autres analystes de l'APA, parmi lesquels Marie Langer, créent de nouveaux groupes, comme Plataforma et Documento. Une autre association, la Sociedad Argentina de Psicoanalisis (SAD) est créée en 1996. De nouvelles divergences concernent les théories lacaniennes et provoquent la création de nouvelles écoles de psychanalyse,.

## Appartenance institutionnelle et missions
L'association argentine est membre de l'Association psychanalytique internationale et de la Fédération latino-américaine de psychanalyse, la FEPAL. L'APA soutient une perspective théorique-clinique ouverte, et les orientations théoriques de ses membres sont plurielles.

### Objets et missions
L'APA souhaite promouvoir la psychanalyse, sur le plan scientifique et professionnel, dans les domaines de la santé, de l'éducation et du bien-être des patients.
Cela consiste notamment :
- Le développement et la diffusion de la théorie psychanalytique
- La coopération avec autres associations, psychanalytiques, scientifiques ou culturelles.
- La formation des psychanalystes
- La promotion de la recherche psychanalytique et sa diffusion universitaire
- Le maintien des standards éthiques et professionnels de ses membres

### Formation et études psychanalytiques
Elle dispose d'un institut psychanalytique, l'institut Ángel Garma, qui assure la formation d'analystes en accord avec les conditions requises par l'Association psychanalytique internationale. L'institut propose des séminaires pour les candidats psychanalystes, ouverts aux professionnels et aux étudiants. Enfin, en partenariat avec des universités, l'association participe à la formation d'étudiants au niveau master et doctorat.

### Activités cliniques
Elle soutient les activités d'une clinique, le centre Enrique Racker qui offre des suivis analytiques et permet aux candidats analystes d'avoir une formation clinique psychanalytique.

### Activités éditoriales
Elle édite depuis juillet 1943 la Revista de Psicoanálisis, première revue de psychanalyse éditée en espagnol dont Arnaldo Rascovsky est le premier directeur. Elle est indexée par la base de données de PsycINFO et les années 1943-1970 sont disponibles en format numérique sur Pep. Cette revue est qualifiante dans le champ de la psychologie en France. La revue diffuse les recherches de ses membres et les travaux d'autres psychanalystes.
L'association édite également des ouvrages du champ, notamment, en 2014, le Diccionario de Psicoanálisis argentino, un ouvrage de 800 pages et de 180 entrées, rédigé par 100 auteurs, sous la responsabilité d'un comité éditorial.

### La bibliothèque Willy Baranger
La bibliothèque propose des ressources numériques accessibles en ligne, notamment une base de données et un thesaurus.

### Les départements de l'association
L'association est organisée en sept départements : enfants et adolescents, histoire de la psychanalyse, famille et couple, psychose, psychosomatique, adultes majeurs et psychanalyse et société.

### Prix décernés
L'APA décerne chaque année quatre prix :
- Le prix Arminda Aberastury récompense un travail en psychanalyse de l'enfant ou de l'adolescent
- Le prix Dr José Bleger récompense des travaux d'application psychanalytique
- Le prix Dr Luis Alberto Storni récompense un travail de recherche théorique
- Le prix Miguel Ángel Rubinstein récompense une réflexion sur le travail de Donald Winnicott

## Membres connus
- Arminda Aberastury
- Willy Baranger
- Madeleine Baranger
- José Bleger
- Celes Ernesto Cárcamo, fondateur, président de l'APA (1944-1945)
- Horacio Etchegoyen, président de l'API (1993-1997)
- Ángel Garma, fondateur, premier président de l'APA (1942-1944 ; 1948-1949 ; 1953-1955 ; 1957-1959)
- León Grinberg, président de l'APA (1961-1964)
- Marie Langer, fondatrice, présidente de l'APA (1959-1961)
- David Liberman, président de l'APA (1964-1966)
- Jorge Mario Mom, président de l'APA (1968-1971)[12]
- Enrique Pichon Rivière, fondateur, président de l'APA (1946-1947)
- Heinrich Racker
- Arnaldo Rascovsky, fondateur, président de l'APA (1945-1946 ; 1949-1950)
- Emilio Rodrigué, président de l'APA (1966-1968)

## Galerie

Les psychanalystes de l'APA
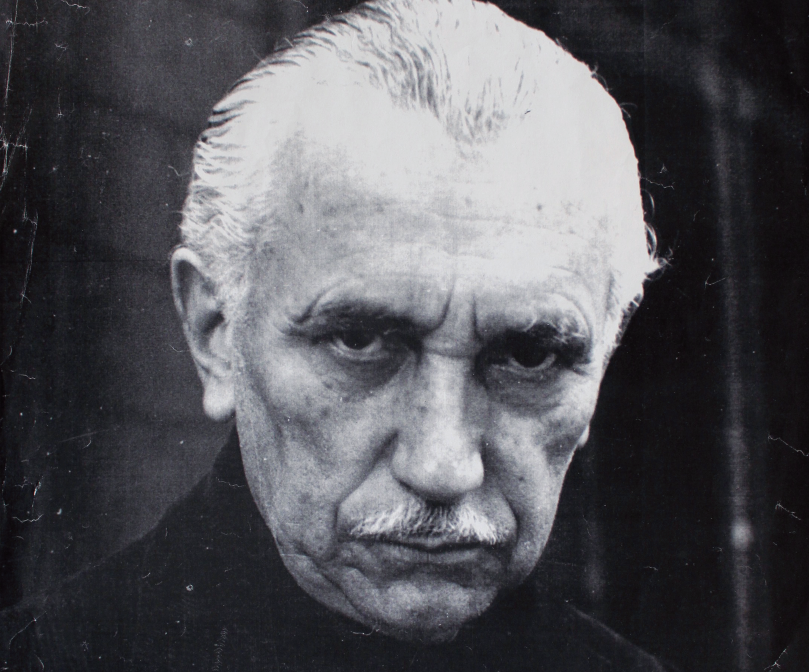
Enrique Pichon Rivière
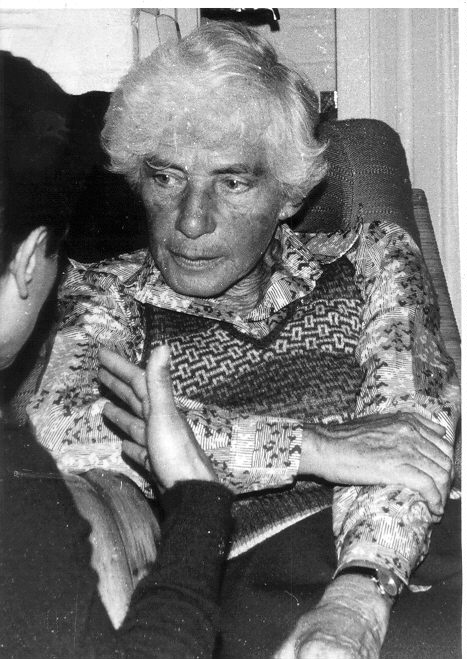
Marie Langer
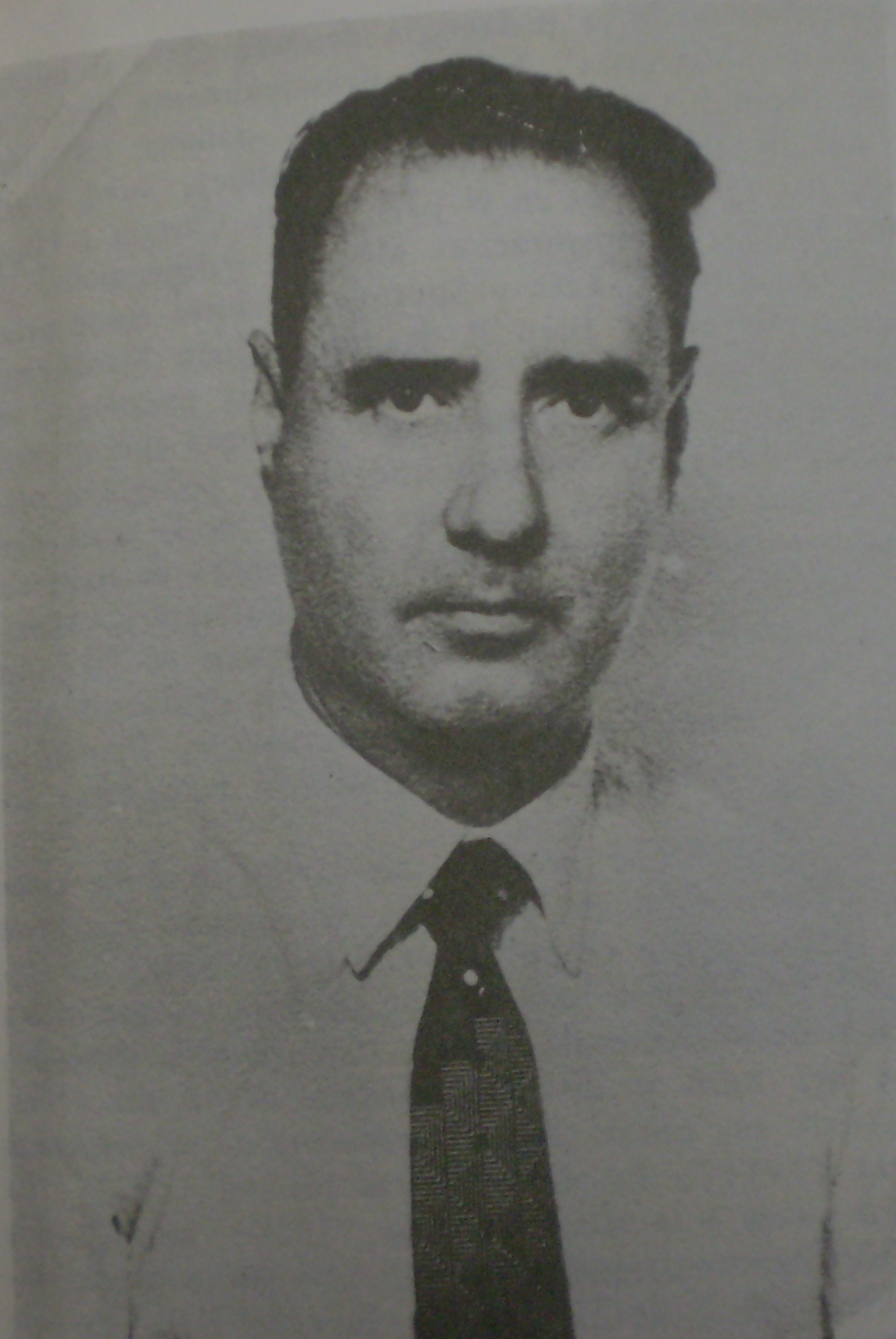
Ángel Garma
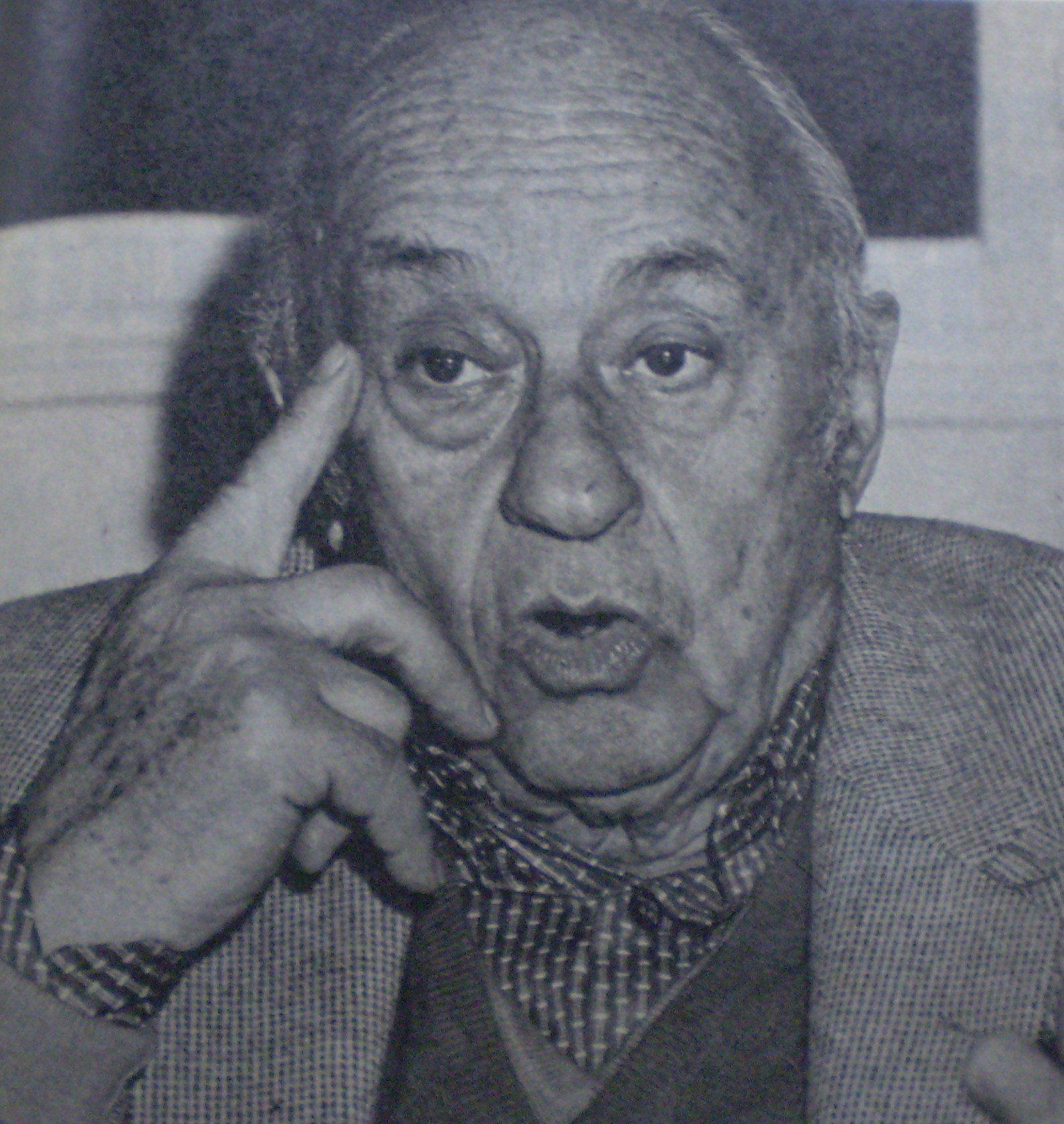
Arnaldo Rascovsky
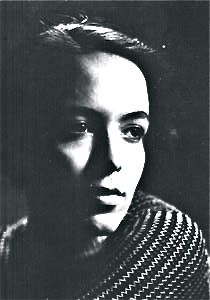
Arminda Aberastury
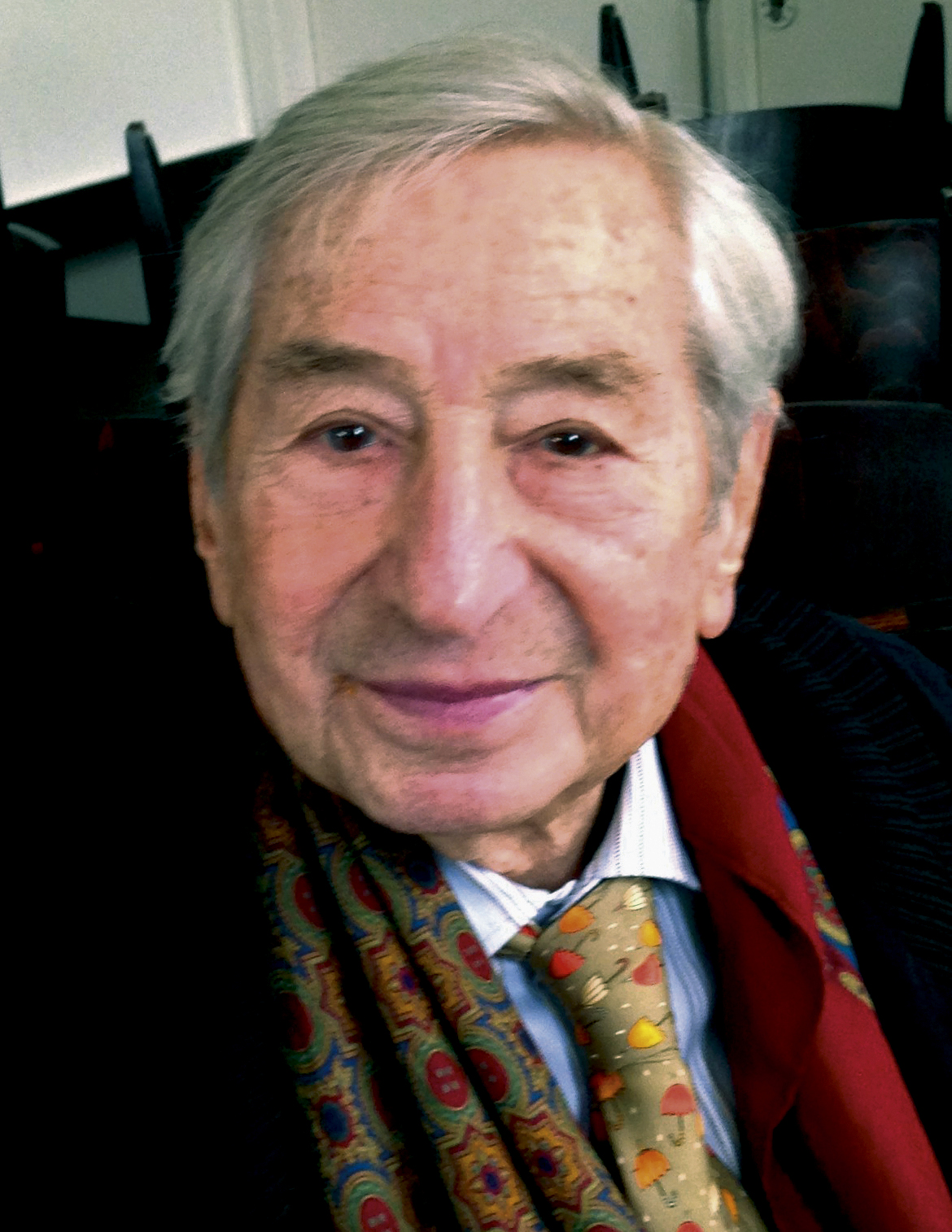
Salomon Resnik